# 夏洛特·費莉齊塔 (不倫瑞克-呂訥堡)
夏洛特·費莉齊塔（德語：Charlotte Felicitas，1671年3月8日—1710年9月29日），摩德納公爵夫人，不倫瑞克-卡倫貝格公爵約翰·腓特烈的女兒。

## 家庭
1696年，夏洛特·費莉齊塔和摩德納公爵里納爾多·埃斯特結婚，兩人共有2子3女：
1. 貝內迪塔（英语：Benedetta d'Este）（1697年—1777年）
2. 法蘭西斯科（1698年—1780年）
3. 艾瑪莉亞（英语：Amalia d'Este）（1699年—1778年）
4. 吉安·費德里科（1700年—1727年）
5. 恩里切塔（英语：Enrichetta d'Este）（1702年—1777年）